# Plexaura
|  | No s'ha de confondre amb Plexaura (nereida). |

Plexaura (en grec antic Πληξαύρη) va ser, segons la mitologia grega, una oceànide, una nimfa, filla d'Oceà i de Tetis, que Hesíode cita a la seva llista d'oceànides. Una de les nereides també porta aquest nom.
Els seus pares van ser els titans Oceà i Tetis, i va tenir moltes germanes, segons Hesíode fins a 3.000, i molts germans, els Oceànits, déus fluvials, que també n'eren 3.000. Els seus avis eren Urà i Gea.